# Apache Struts
Apache Struts är ett ramverk med öppen källkod för utveckling av webbapplikationer med J2EE. Det bygger på och förlänger Java Servlet API för att uppmuntra användandet av designmönstret Model-View-Controller (MVC). Det var ursprungligen skapat av Craig McClanahan och donerades till Apache Software Foundation i maj 2000. Det började som ett Apache Jakarta-projekt och kallades Jakarta Struts men 2005 blev det ett eget Apache-projekt.
En klon av Struts 1 har funnits sedan 2022 och uppdaterar ramverket till en aktuell Jakarta EE-kompatibel stack.